# خيسوس ماريا سيرانو
خيسوس ماريا سيرانو (بالإسبانية: Jesús María Serrano Eugui)‏ (29 أبريل 1973 في إسبانيا - ) هو مدرب كرة قدم ولاعب كرة قدم إسباني في مركز الوسط. لعب مع خيمناستيك طركونة ونادي ساباديل ونومانسيا وUD San Pedro ‏ ونادي ألمرية ‏.

## وصلات خارجية
- خيسوس ماريا سيرانو على موقع قاعدة بيانات كرة القدم.إي يو (الإنجليزية)
- خيسوس ماريا سيرانو على موقع GSA (الإنجليزية)